# Stamnodes gibbicostata
Stamnodes gibbicostata là một loài bướm đêm trong họ Geometridae.